# Europapokal der Pokalsieger 1993/94
Der Europapokal der Pokalsieger 1993/94 war die 34. Ausspielung des Wettbewerbs der europäischen Fußball-Pokalsieger. 43 Klubmannschaften aus 42 Ländern nahmen teil, darunter Titelverteidiger AC Parma, 33 nationale Pokalsieger und 9 unterlegene Pokalfinalisten (RAF Jelgava, KS Albpetrol Patos, F91 Dudelange, Sliema Wanderers, Lillestrøm SK, FC Aberdeen, NK Celje, Beşiktaş Istanbul und Karpaty Lwiw). Erstmals nahmen Mannschaften aus der Slowakei und der Tschechischen Republik als Nachfolger der Tschechoslowakei teil. Weiterhin beteiligten sich erstmals Mannschaften aus den ehemaligen Sowjetrepubliken Estland, Lettland, Litauen und Belarus am Wettbewerb. Als zweites ex-jugoslawisches Land nach Slowenien nahm Kroatien mit einer Mannschaft teil.
Aus Deutschland waren DFB-Pokalsieger Bayer 04 Leverkusen, aus Österreich ÖFB-Cupsieger FC Tirol Innsbruck, aus der Schweiz Cupsieger FC Lugano und aus Liechtenstein Pokalsieger FC Balzers am Start.
Das Finale im „Parken“ von Kopenhagen gewann der FC Arsenal aus London mit 1:0 gegen Titelverteidiger AC Parma, der erneut das Finale erreicht hatte.
Torschützenkönige wurden gemeinsam mit je 5 Toren der Bulgare Iwajlo Andonow von ZSKA Sofia, der Schotte Eoin Jess vom FC Aberdeen, der Deutsche Ulf Kirsten von Bayer 04 Leverkusen und der Israeli Alon Mizrahi von Maccabi Haifa.

## Modus
Die Teilnehmer spielten wie gehabt im reinen Pokalmodus mit Hin- und Rückspielen den Sieger aus. Gab es nach beiden Partien Torgleichstand, entschied die Anzahl der auswärts erzielten Tore (Auswärtstorregel). War auch deren Anzahl gleich, fand im Rückspiel eine Verlängerung statt, in der auch die Auswärtstorregel galt. Herrschte nach Ende der Verlängerung immer noch Gleichstand, wurde ein Elfmeterschießen durchgeführt. Das Finale wurde in einem Spiel auf neutralem Platz entschieden. Bei unentschiedenem Spielstand nach Verlängerung wäre der Sieger ebenfalls in einem Elfmeterschießen ermittelt worden.

## Qualifikation
Die Hinspiele fanden vom 15. bis 18. August, die Rückspiele vom 31. bis 2. September 1993 statt.
|                  | Gesamt |                       | Hinspiel | Rückspiel |
| ---------------- | ------ | --------------------- | -------- | --------- |
| FC Balzers       | 3:1    | KS Albpetrol Patos    | 3:1      | 0:0       |
| RAF Jelgava      | 1:3    | HB Tórshavn           | 1:0      | 10:3 1    |
| F91 Düdelingen   | 1:7    | Maccabi Haifa         | 0:1      | 1:6       |
| Valur Reykjavík  | 4:1    | Myllykosken Pallo -47 | 3:1      | 1:0       |
| Karpaty Lwiw     | 2:3    | Shelbourne FC         | 1:0      | 1:3       |
| Bangor FC        | 2:3    | APOEL Nikosia         | 1:1      | 1:2       |
| FC Nikol Tallinn | 1:8    | Lillestrøm SK         | 0:4      | 1:4       |
| 1. FC Košice     | 3:1    | FK Žalgiris Vilnius   | 2:1      | 1:0       |
| FC Lugano        | 6:2    | FK Njoman Hrodna      | 5:0      | 1:2       |
| NK Celje         | 0:1    | Odense BK             | 0:1      | 0:0       |
| Sliema Wanderers | 1:6    | Degerfors IF          | 1:3      | 0:3       |

## 1. Runde
Die Hinspiele fanden am 14./15. September, die Rückspiele am 28./29. September 1993 statt.
|                          | Gesamt |                      | Hinspiel | Rückspiel |
| ------------------------ | ------ | -------------------- | -------- | --------- |
| APOEL Nikosia            | 0:3    | Paris Saint-Germain  | 0:1      | 0:2       |
| Degerfors IF             | 1:4    | AC Parma             | 1:2      | 0:2       |
| Valur Reykjavík          | 0:7    | FC Aberdeen          | 0:3      | 0:4       |
| Bayer 04 Leverkusen      | 5:0    | FC Boby Brünn        | 2:0      | 3:0       |
| Standard Lüttich         | 8:3    | Cardiff City         | 5:2      | 3:1       |
| Torpedo Moskau           | 2:3    | Maccabi Haifa        | 1:0      | 1:3       |
| 1. FC Košice             | 2:3    | Beşiktaş Istanbul    | 2:1      | 0:2       |
| Panathinaikos Athen      | 5:1    | Shelbourne FC        | 3:0      | 2:1       |
| Odense BK                | 2:3    | FC Arsenal           | 1:2      | 1:1       |
| FC Universitatea Craiova | 7:0    | HB Tórshavn          | 4:0      | 3:0       |
| FC Tirol Innsbruck       | 5:1    | Ferencváros Budapest | 3:0      | 2:1       |
| ZSKA Sofia               | 11:10  | FC Balzers           | 8:0      | 3:1       |
| Real Madrid              | 6:1    | FC Lugano            | 3:0      | 3:1       |
| Lillestrøm SK            | 2:3    | Torino Calcio        | 0:2      | 2:1       |
| Benfica Lissabon         | 2:1    | GKS Katowice         | 1:0      | 1:1       |
| Hajduk Split             | 1:6    | Ajax Amsterdam       | 1:0      | 0:6       |

## 2. Runde
Die Hinspiele fanden am 20. Oktober, die Rückspiele am 3. November 1993 statt.
|                     | Gesamt          |                          | Hinspiel | Rückspiel |
| ------------------- | --------------- | ------------------------ | -------- | --------- |
| Ajax Amsterdam      | 6:1             | Beşiktaş Istanbul        | 2:1      | 4:0       |
| Panathinaikos Athen | 3:5             | Bayer 04 Leverkusen      | 1:4      | 2:1       |
| Maccabi Haifa       | 1:1 (1:3 i. E.) | AC Parma                 | 0:1      | 1:0 n. V. |
| FC Tirol Innsbruck  | 1:4             | Real Madrid              | 1:1      | 0:3       |
| Torino Calcio       | 5:3             | FC Aberdeen              | 3:2      | 2:1       |
| Benfica Lissabon    | 6:2             | ZSKA Sofia               | 3:1      | 3:1       |
| FC Arsenal          | 10:00           | Standard Lüttich         | 3:0      | 7:0       |
| Paris Saint-Germain | 6:0             | FC Universitatea Craiova | 4:0      | 2:0       |

## Viertelfinale
Die Hinspiele fanden vom 1. bis 3. März, die Rückspiele am 15./16. März 1994 statt.
|                  | Gesamt    |                     | Hinspiel | Rückspiel |
| ---------------- | --------- | ------------------- | -------- | --------- |
| Benfica Lissabon | (a)5:5(a) | Bayer 04 Leverkusen | 1:1      | 4:4       |
| Torino Calcio    | 0:1       | FC Arsenal          | 0:0      | 0:1       |
| Real Madrid      | 1:2       | Paris Saint-Germain | 0:1      | 1:1       |
| Ajax Amsterdam   | 0:2       | AC Parma            | 0:0      | 0:2       |

## Halbfinale
Die Hinspiele fanden am 29. März, die Rückspiele am 12./13. April 1994 statt.
|                     | Gesamt    |            | Hinspiel | Rückspiel |
| ------------------- | --------- | ---------- | -------- | --------- |
| Paris Saint-Germain | 1:2       | FC Arsenal | 1:1      | 0:1       |
| Benfica Lissabon    | (a)2:2(a) | AC Parma   | 2:1      | 0:1       |

## Finale
| FC Arsenal                                  | FC Arsenal | AC Parma | AC Parma | Aufstellung                           |
| ------------------------------------------- | --- | --- | -------- | ------------------------------------- |
| FC Arsenal                                  | \| 4. Mai 1994 in Kopenhagen (Parken-Stadion) \| \| Ergebnis: 1:0 (1:0) \| \| Zuschauer: 33.765 \| \| Schiedsrichter: Václav Krondl ( Tschechien) \|                                                                 | \| 4. Mai 1994 in Kopenhagen (Parken-Stadion) \| \| Ergebnis: 1:0 (1:0) \| \| Zuschauer: 33.765 \| \| Schiedsrichter: Václav Krondl ( Tschechien) \|                                                                                          | AC Parma | Aufstellung FC Arsenal gegen AC Parma |
| FC Arsenal                                  | David Seaman – Lee Dixon, Nigel Winterburn, Steve Bould, Tony Adams – Paul Davis, Steve Morrow, Paul Merson (87. Eddie McGoldrick), Ian Selley – Kevin Campbell, Alan Smith Cheftrainer: George Graham ( Schottland) | Luca Bucci – Antonio Benarrivo, Alberto Di Chiara, Luigi Apolloni, Roberto Néstor Sensini – Lorenzo Minotti , Gabriele Pin (71. Alessandro Melli), Massimo Crippa – Tomas Brolin, Gianfranco Zola, Faustino Asprilla Cheftrainer: Nevio Scala | AC Parma | Aufstellung FC Arsenal gegen AC Parma |
| FC Arsenal                                  | 1:0 Alan Smith (22.) | | AC Parma | Aufstellung FC Arsenal gegen AC Parma |
| FC Arsenal                                  | Tony Adams, Ian Selley, Kevin Campbell | Massimo Crippa, Faustino Asprilla | AC Parma | Aufstellung FC Arsenal gegen AC Parma |
| 4. Mai 1994 in Kopenhagen (Parken-Stadion)  | | |          |                                       |
| Ergebnis: 1:0 (1:0)                         | | |          |                                       |
| Zuschauer: 33.765                           | | |          |                                       |
| Schiedsrichter: Václav Krondl ( Tschechien) | | |          |                                       |

## Eingesetzte Spieler FC Arsenal
| 1.         | FC Arsenal |
| FC Arsenal | - Tor: David Seaman (9/-) - Abwehr: Nigel Winterburn (9/-); Tony Adams (8/2); Lee Dixon (8/-); Martin Keown (7/-); Steve Bould (6/-); Andy Linighan (2/-); Steve Morrow (1/-) - Mittelfeld: Paul Davis (9/-); Paul Merson (8/3); John Jensen (8/-); Ian Selley (7/1); Eddie McGoldrick (5/1); David Hillier (3/-) - Sturm: Alan Smith (9/2); Kevin Campbell (8/4); Ian Wright (6/4) - Trainer: George Graham |

## Beste Torschützen
| Rang | Spieler          | Klub                     | Tore |
| ---- | ---------------- | ------------------------ | ---- |
| 1    | Eoin Jess        | FC Aberdeen              | 5    |
|      | Ulf Kirsten      | Bayer 04 Leverkusen      | 5    |
|      | Alon Mizrahi     | Maccabi Haifa            | 5    |
|      | Iwajlo Andonow   | ZSKA Sofia               | 5    |
| 5    | Kevin Campbell   | FC Arsenal               | 4    |
|      | Ian Wright       | FC Arsenal               | 4    |
|      | Rui Costa        | Benfica Lissabon         | 4    |
|      | Ionel Gane       | FC Universitatea Craiova | 4    |
|      | Jari Litmanen    | Ajax Amsterdam           | 4    |
|      | Wanjo Schischkow | ZSKA Sofia               | 4    |